# Além do Tempo
Além do Tempo é uma telenovela brasileira produzida e exibida pela TV Globo de 13 de julho de 2015 a 15 de janeiro de 2016, em 161 capítulos. Substituiu Sete Vidas e foi substituída por Êta Mundo Bom, sendo a 86ª "novela das seis" transmitida pela emissora.
Escrita por Elizabeth Jhin, com colaboração de Eliane Garcia, Lílian Garcia, Duba Elia, Vinícius Vianna, Wagner de Assis e Renata Jhin, contou com direção de Luciana Oliveira, Roberta Richard e Davi Lacerda. A direção geral foi de Pedro Vasconcelos e núcleo de Rogério Gomes.
Contou com  Alinne Moraes, Rafael Cardoso, Paolla Oliveira, Ana Beatriz Nogueira, Emilio Dantas, Irene Ravache, Letícia Persiles e Júlia Lemmertz nos papeis principais.

## Enredo
Dividida em duas fases, o enredo transcorre da seguinte forma:

### Primeira fase: Campo Bello
A primeira fase se passa no século XIX, e retrata a história de um amor improvável, mas tão forte, que nem a morte é capaz de abalar. Lívia Diffiori e Felipe Castellini são de classes sociais distintas: ela é uma jovem humilde, obrigada a viver no convento da cidade por imposição da mãe, Emília; já ele, um nobre Conde, sobrinho-neto da poderosa Condessa Vitória, às vésperas de subir ao altar com a bela Melissa.
Lívia e Felipe se apaixonam no exato instante em que seus olhares se cruzam pela primeira vez. Viver essa paixão, porém, parece impossível, diante de tantos empecilhos. Além do compromisso do Conde, Lívia descobre que é neta da Condessa, inimiga mortal de sua mãe, por ter provocado a separação dela de Bernardo, o único filho da nobre. Vitória não aceitava o amor que seu herdeiro sentia pela artista itinerante, até que ele decide viver com a amada e abrir mão de toda sua riqueza.
Desesperada com a atitude do filho, a Condessa envia uma carta para a jovem Emília, dizendo que está disposta a aceitá-la como nora. Bernardo desconfia das boas intenções e vai encontrar a mãe no lugar da amada. Uma grande tragédia acontece no caminho, e Bernardo é dado como morto.
O núcleo cômico da história fica por conta da Família Pascoalino. O pai, Mássimo, um erudito colecionador de borboletas, vive às voltas com os delírios da esposa fútil Salomé e a mais velha das duas filhas, Bianca Christina. Apenas a filha caçula é motivo de extrema alegria de Mássimo. O núcleo cômico se completa com a preceptora e ex-noviça Rita. A primeira fase acaba com Felipe e Lívia sendo vítimas de uma emboscada feita por Pedro, em que acabam morrendo afogados, selando um amor eterno.

### Segunda fase: Bela Rosa
| “                 | As características fundamentais deles vão continuar, mas eles estão tendo uma nova chance de evoluir, de serem pessoas melhores, de exercer o perdão e de amar de forma mais profunda. | ” |
| — Elizabeth Jhin. | |   |

150 anos depois, todos os personagens de Campobello, agora nomeada Belarrosa, terão uma segunda chance para redimir os erros do passado. Felipe Santarém, humilde dono da Vinícola Campobello, e Lívia Beraldini, moça culta, rica e estudada, terão uma nova chance para viver o amor. Ao se entreolharem numa estação de metrô no Rio de Janeiro, os dois ficam perturbados pela sintonia que sentiram, como se já se conhecessem. Lívia é filha de Emília, com quem não tem uma boa relação. É também noiva de Pedro, um homem possessivo e ciumento. Já Felipe é casado com Melissa, que são pais de Alex. Melissa é uma esposa dedicada e deixou seus sonhos de lado para viver seu grande amor, para desgosto de sua mãe, Dorotéia. Ela revelará a sua real face quando descobrir o amor de Lívia e Felipe.
A nova fase também mostra os conflitos de Emília com sua mãe, Vitória Ventura. Quando criança, Emília vivia numa pequena cidade no sul da Itália com sua mãe e o pai, Alberto Navona. No aniversário de 7 anos, foi abandonada pela mãe e ficou traumatizada, passando a ficar sem voz por um longo período. Arrependida, Vitória volta para pedir perdão, mas o pai (Alberto) forja sua morte para vingar o fato de sua esposa ter fugido com outro homem. Agora rica e poderosa, Emília é dona da Casa Beraldini - uma empresa de importação de vinhos sediada no Rio de Janeiro. O acaso a faz reencontrar Vitória, que passa por uma crise financeira e que precisa vender sua casa em Belarrosa e a Vinícola Ventura para quitar suas dívidas. Para vingar-se da mãe, Emília compra as propriedades, sem Vitória saber que a compradora é sua filha e que planeja expulsá-la do patrimônio.

## Elenco
| Intérprete              | Personagens                       |
| ----------------------- | --------------------------------- |
| Alinne Moraes           | Lívia Diffiori                    |
| Rafael Cardoso          | Conde Felipe Castellini           |
| Paolla Oliveira         | Melissa Borghini                  |
| Irene Ravache           | Condessa Vitória Castellini       |
| Ana Beatriz Nogueira    | Emília Diffiori (Allegra)         |
| Felipe Camargo          | Conde Bernardo Castellini         |
| Emilio Dantas           | Pedro de Lucca                    |
| Letícia Persiles        | Anita de Lucca                    |
| Nívea Maria             | Zilda                             |
| Dani Barros             | Severa Bertioga                   |
| Louise Cardoso          | Gema de Lucca                     |
| Luiz Carlos Vasconcelos | Bento Silvino                     |
| Júlia Lemmertz          | Dorotéia Borghini                 |
| Carlos Vereza           | Padre Luís                        |
| Rômulo Estrela          | Roberto Borghini                  |
| Luís Melo               | Massimo Pasqualino                |
| Inês Peixoto            | Salomé Pasqualino                 |
| Flora Diegues           | Bianca Cristina Pasqualino        |
| Mel Maia                | Felícia Cristina Pasqualino       |
| Daniela Fontan          | Rita                              |
| Michel Melamed          | Ariel de Deus                     |
| Carolina Kasting        | Rosa Ventana                      |
| Val Perré               | Raul de Assis                     |
| Caio Paduan             | Afonso                            |
| Kadu Schons             | Alex Castellini                   |
| João Gabriel D'Aleluia  | Francisco de Assis (Chico)        |
| Othon Bastos            | Mestre                            |
| Roberto Pirillo         | Genaro                            |
| Norma Blum              | Irmã Lúcia                        |
| Wagner Santisteban      | Pérsio Luís Botelho               |
| Ana Flávia Cavalcanti   | Carola                            |
| Nica Bonfim             | Raimunda Pescolato (Neném)        |
| Marcelo Torreão         | Dr. Belisário Botelho             |
| Cassiano Carneiro       | Walmir Prechetis                  |
| Juca de Oliveira        | Conde Alberto Castellini          |
| Elisa Brites            | Condessa Berenice Castellini      |
| Saulo Arcoverde         | Cícero                            |
| Gabriela di Grecco      | Emília Diffiori (jovem)           |
| Bernardo Marinho        | Conde Bernardo Castellini (jovem) |
| Felipe Fagundes         | Bento (jovem)                     |
| Thommy Schiavo          | Tomás                             |
| Maria Mônica            | Hermengarda                       |
| Flávio Ortiz            | José                              |
| Gabriella Saraivah      | Clara                             |

| Intérprete              | Personagens                                 |
| ----------------------- | ------------------------------------------- |
| Alinne Moraes           | Lívia Beraldini                             |
| Rafael Cardoso          | Felipe Santarém                             |
| Paolla Oliveira         | Melissa Sampaio Santarém                    |
| Emilio Dantas           | Pedro Ribeiro                               |
| Irene Ravache           | Teresa Vitória Ventura                      |
| Ana Beatriz Nogueira    | Emília Navona Beraldini                     |
| Felipe Camargo          | Bernardo Boldrin / Rafael Sartorini Ventura |
| Nívea Maria             | Zilda Ventura Santarém                      |
| Letícia Persiles        | Anita Staffiero                             |
| Dani Barros             | Severa Santarém                             |
| Louise Cardoso          | Gema Queiroz                                |
| Luiz Carlos Vasconcelos | Bento Ventura                               |
| Júlia Lemmertz          | Dorotéia Sampaio                            |
| Carlos Vereza           | Luís Carmosino                              |
| Rômulo Estrela          | Roberto Benini                              |
| Luís Melo               | Massimo Vicenzo                             |
| Inês Peixoto            | Salomé Vicenzo                              |
| Flora Diegues           | Bianca Vicenzo                              |
| Daniela Fontan          | Rita                                        |
| Mel Maia                | Felícia Vicenzo                             |
| Michel Melamed          | Ariel dos Anjos Silva                       |
| Carolina Kasting        | Rosa del Cosso                              |
| Val Perré               | Raul Fontana                                |
| Caio Paduan             | Afonso Santarém                             |
| Kadu Schons             | Alex Santarém                               |
| João Gabriel D'Aleluia  | Francisco de Jesus (Chico)                  |
| Othon Bastos            | Mestre                                      |
| Juca de Oliveira        | Alberto Navona                              |
| Elisa Brites            | Berenice Benini                             |
| Klara Castanho          | Alice del Cosso Ventura                     |
| Zé Carlos Machado       | Ernesto Queiroz                             |
| Caetano O'Maihlan       | Marcelo                                     |
| Maria Joana             | Michele                                     |
| Cadu Libonati           | José Mateus Queiroz                         |
| Roberto Pirillo         | Genaro Donatelli                            |
| Norma Blum              | Matilde Carmosino                           |
| Wagner Santisteban      | Pérsio                                      |
| Ana Flávia Cavalcanti   | Carola                                      |
| Nica Bonfim             | Raimunda Botelho (Neném)                    |
| Marcelo Torreão         | Belisário Botelho                           |
| Cassiano Carneiro       | Walmir                                      |
| Saulo Arcoverde         | Cícero dos Anjos                            |
| Gustavo Machado         | Alberto Navona (jovem)                      |
| Paula Possani           | Vitória Ventura (jovem)                     |
| João Pedro Zappa        | Bento Ventura (jovem)                       |
| Roberto Birindelli      | Guilhermo Ventura                           |
| Isabel Gueron           | Maria Benvinda Ventura                      |
| Gabriella Saraivah      | Clara                                       |
| Enzo Simi               | Bento Ventura (criança)                     |
| Thommy Schiavo          | Tomás                                       |
| Maria Mônica            | Hermengarda                                 |
| Camilla Carandino       | Solange                                     |

## Produção
A trama recebeu o título provisório de Encontro Marcado, que também já havia sido utilizado temporariamente para intitular a novela Anjo de Mim, de 1996.

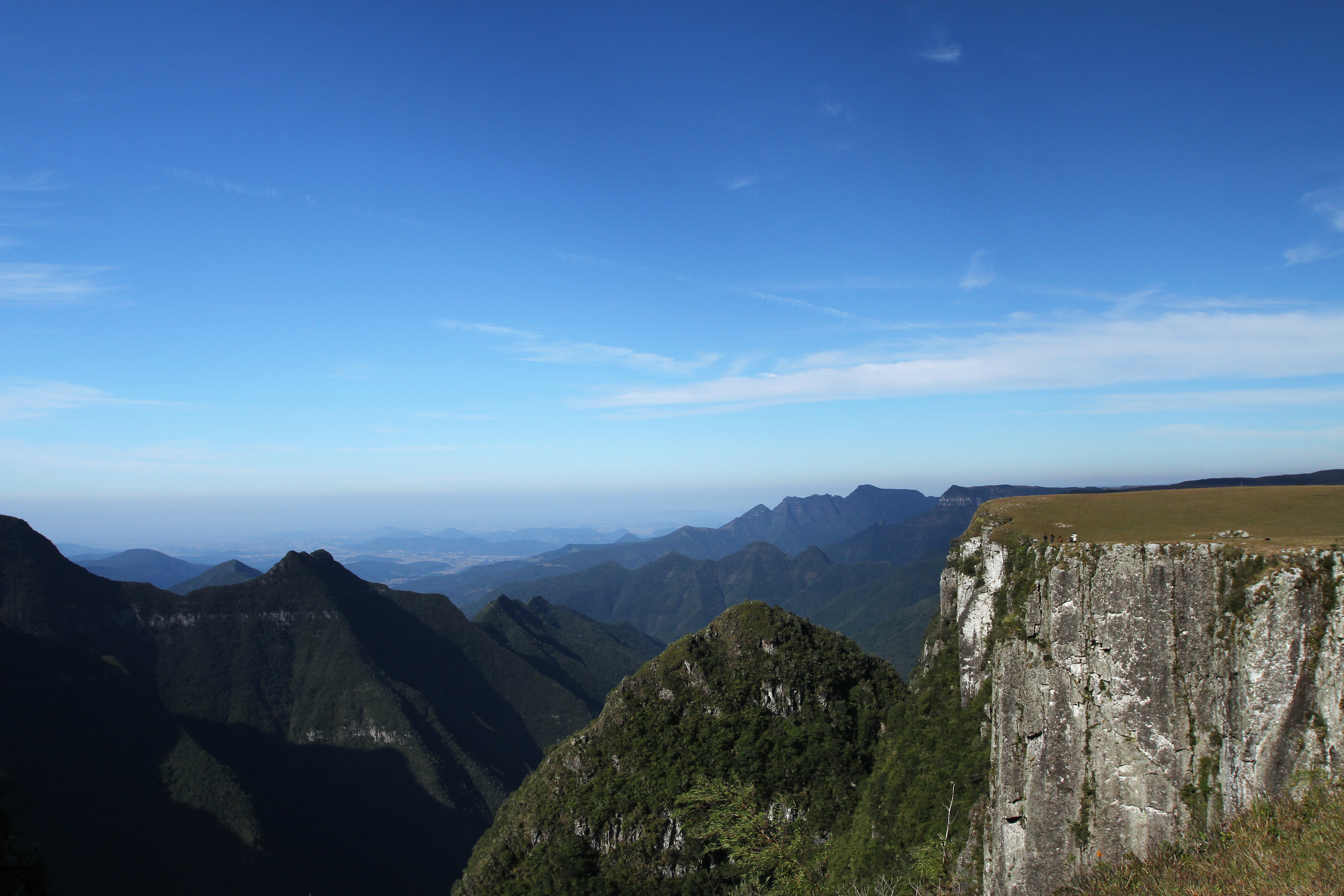
São José dos Ausentes, Rio Grande do Sul

Tendo como pano de fundo para a trama o cultivo da uva na Serra Gaúcha do século XIX, foram gravadas cenas, em Bento Gonçalves, Garibaldi e São José dos Ausentes, para ambientar a cidade fictícia de Campobello. Também foram usadas como locações, antigos casarões de Vassouras e Rio das Flores, no interior do Rio de Janeiro.
Para a sua personagem, Paolla Oliveira fez aulas de piano e equitação. Já Ana Beatriz Nogueira, fez aulas de bandolim.

### Baixas no elenco
Durante a produção da segunda fase, Além do Tempo passou por baixas no seu elenco, que fizeram com que a novela tivesse vários capítulos reeditados e seu cronograma de gravações alterado. Em 16 de outubro de 2015, Alinne Moraes gravava cenas na região Sul do Brasil quando teve uma crise renal e foi internada. Após receber alta médica, a atriz retornou ao Rio de Janeiro para repouso. A saída de Alinne provocou uma mudança na data de estreia da nova fase e encurtamento dos capítulos na edição normal. Algumas cenas tiveram que ser gravadas com uma dublê. A atriz retornou às gravações no dia 21, data marcada para a troca de fase na trama.
Em dezembro, Nívea Maria foi internada no Hospital Copa D'Or, no Rio de Janeiro com um quadro de infecção na garganta. Por causa de um problema com um remédio usado no tratamento, a atriz precisou de mais dias de internação e foi afastada da trama. Consultada pelo site Ego, a Central Globo de Comunicação informou que Nívea teve faringite e os roteiros da novela iriam ser adaptados. A atriz teve liberação médica no fim do mês e retornou às gravações no começo do mês seguinte, com a novela encaminhando para sua reta final. Também em dezembro, Flora Diegues foi diagnosticada com um aneurisma e precisou sair da trama para uma cirurgia de emergência. O afastamento de sua personagem foi explicado com uma viagem. No início de janeiro, Diegues recebeu alta médica, mas não conseguiu retornar para as gravações finais. A atriz Flora Diegues, faleceu em decorrência do aneurisma em 2019.

## Exibição
A telenovela consiste de duas fases:
| Fase | Fase | Capítulos | Capítulos | Exibição original     | Exibição original     |
| Fase | Fase | Capítulos | Capítulos | Estreia               | Final                 |
| ---- | ---- | --------- | --------- | --------------------- | --------------------- |
|      | 1    | 87        | 161       | 13 de julho de 2015   | 21 de outubro de 2015 |
|      | 2    | 74        | 161       | 22 de outubro de 2015 | 15 de janeiro de 2016 |

O primeiro capítulo de Além do Tempo foi exibido em 13 de julho de 2015, na tradicional faixa de telenovelas das seis da emissora, substituindo Sete Vidas. O último capítulo foi exibido em 15 de janeiro de 2016, sendo reprisado no dia seguinte, sendo substituída por Êta Mundo Bom!. De acordo com o Sistema de Classificação Indicativa Brasileiro, a trama foi exibida como "Não recomendada para menores de 10 anos".

### Exibição internacional
A trama passou a ser exibida em Portugal através do canal a cabo Globo desde 23 de novembro de 2015, dividindo o horário das 20h com Sete Vidas. No dia 4 de fevereiro foi ao ar o último episódio da fase do século XIX. No dia 27 de março a novela termina, dando lugar a Totalmente Demais.
Para países de língua espanhola, está sendo exibida com o título A través del tiempo. A novela já foi vendida para El Salvador, Uruguai e Chile. 

### Reprise
Está sendo reprisada na íntegra pelo Globoplay Novelas desde 9 de junho de 2025, inaugurando o novo canal que substitui o Viva, sendo exibida ás 20h05, com reprises às 3h45 e às 15h25.

### Outras mídias
Em 4 de agosto de 2025, foi disponibilizada pelo Globoplay como parte do Projeto Originalidade, com a atualização para o formato de exibição original; com o formato de imagem restaurado em Full HD, além de aberturas, vinhetas de intervalo e encerramento originais.

## Lançamento e recepção

### Audiência
O primeiro capítulo teve média de 21 pontos e picos de 23, o maior índice de estreia desde Joia Rara. No segundo capítulo faz 22,6 pontos, registrando audiência superior ao Jornal Nacional. O folhetim bateu recorde no dia 22 de Julho, igualando os índices de audiência com I Love Paraisópolis e Babilônia: 24 pontos de média. O final da primeira fase, no capítulo 87 da trama, em 21 de outubro, obteve 22.4 pontos na Grande São Paulo e 28 na Grande Rio. Nesta última, foi a novela mais vista do dia, batendo I Love Paraisópolis e A Regra do Jogo, tramas das sete e das nove, respectivamente, que alcançaram 24 pontos.
No dia seguinte, 22 de outubro, capítulo 88 e já na segunda fase, o índice foi de 24.3 pontos na Grande São Paulo e 30 na Grande Rio, sendo recorde absoluto em ambas as capitais. Inclusive, os números do Rio não eram batidos no horário desde Boogie Oogie, em 6 de outubro de 2014, que também obteve 30 pontos e, em São Paulo, desde Flor do Caribe, em 2013. A novela das seis foi superior à das sete, I Love Paraisópolis, que registrou 23.9, sendo a segunda novela mais vista do dia na capital paulista.
O último capítulo registrou 21,9 pontos e 40% de share na Grande São Paulo, a maior audiência em um último capítulo de "novelas das seis" desde Joia Rara, dois anos antes, e encerrou com média geral de 20 pontos, superando a média da novela anterior. No Rio de Janeiro, o capítulo final registrou 28 pontos e 48% de participação, com uma média geral de 23 pontos, assim empatando com as duas novelas anteriores.

### Prêmios e indicações
| Ano  | Prêmio                    | Categoria                 | Indicação              | Resultado | Ref.          |
| ---- | ------------------------- | ------------------------- | ---------------------- | --------- | ------------- |
| 2015 | Prêmio Extra de Televisão | Melhor Novela             | Elizabeth Jhin         | Indicado  | [ 84 ]        |
| 2015 | Prêmio Extra de Televisão | Melhor Atriz              | Irene Ravache          | Indicado  | [ 84 ]        |
| 2015 | Prêmio Extra de Televisão | Melhor Atriz Coadjuvante  | Ana Beatriz Nogueira   | Indicado  | [ 84 ]        |
| 2015 | Prêmio Extra de Televisão | Melhor Revelação Feminina | Flora Diegues          | Indicado  | [ 84 ]        |
| 2015 | Prêmio Extra de Televisão | Melhor Ator/Atriz Mirim   | Mel Maia               | Venceu    | [ 84 ]        |
| 2015 | Troféu APCA               | Melhor Novela             | Elizabeth Jhin         | Indicado  | [ 85 ] [ 86 ] |
| 2015 | Troféu APCA               | Melhor Atriz              | Irene Ravache          | Indicado  | [ 86 ]        |
| 2015 | Troféu APCA               | Melhor Ator               | Rafael Cardoso         | Indicado  | [ 86 ]        |
| 2015 | Troféu APCA               | Melhor Diretor            | Rogério Gomes          | Indicado  | [ 86 ]        |
| 2015 | Melhores do Ano           | Melhor Atriz de Novela    | Alinne Moraes          | Indicado  | [ 87 ]        |
| 2015 | Melhores do Ano           | Melhor Ator de Novela     | Rafael Cardoso         | Indicado  | [ 87 ]        |
| 2015 | Melhores do Ano           | Melhor Ator/Atriz Mirim   | João Gabriel D'Aleluia | Indicado  | [ 87 ]        |
| 2015 | Melhores do Ano           | Melhor Ator/Atriz Mirim   | Mel Maia               | Venceu    | [ 87 ]        |

## Música
O disco foi lançado em 11 de setembro de 2015, contendo os protagonistas Alinne Moraes e Rafael Cardoso na capa, com a caracterização de seus respectivos personagens na primeira fase da trama.
O tema de abertura, "Palavras ao Vento" de Cássia Eller, foi escolhido pelo diretor da trama, Rogério Gomes. A mesma faixa já havia sido utilizada por outra telenovela da emissora, Da Cor do Pecado (2004), onde foi tema do casal de protagonistas. A trilha ainda inclui a canção "Sinônimos", de Zé Ramalho, em uma versão adaptada que não inclui a participação da dupla sertaneja Chitãozinho e Xororó.
| N.º            | Título                               | Música                              | Personagem        | Duração  |  |
| 1.             | "Palavras ao Vento"                  | Cássia Eller                        | Abertura          | 3:33     |  |
| 2.             | "Pra Você Guardei o Amor"            | Nando Reis Part.: Ana Cañas         | Tema Geral        | 5:44     |  |
| 3.             | "O Silêncio das Estrelas"            | Lenine                              | Gema e Raul       | 4:18     |  |
| 4.             | "A Lua Q Eu T Dei"                   | Ivete Sangalo Part.: Herbert Vianna |                   | 3:28     |  |
| 5.             | "Felicidade"                         | Marcelo Jeneci                      |                   | 4:13     |  |
| 6.             | "De Janeiro a Janeiro"               | Roberta Campos                      |                   | 3:12     |  |
| 7.             | "Você é Linda"                       | Caetano Veloso                      | Bento e Rosa      | 4:54     |  |
| 8.             | "Coração Vagabundo"                  | Ana Cañas                           | Rosa              | 4:38     |  |
| 9.             | "Outra Vida"                         | Armandinho                          | Tema Geral        | 3:13     |  |
| 10.            | "A Idade do Céu (Le Edad del Cielo)" | Paulinho Moska                      |                   | 3:13     |  |
| 11.            | "Devolva-Me"                         | Adriana Calcanhotto                 | Afonso            | 2:37     |  |
| 12.            | "Eu Amo Você"                        | Tim Maia                            | Mássimo           | 4:06     |  |
| 13.            | "Do Amor"                            | Tulipa Ruiz                         |                   | 4:30     |  |
| 14.            | "Tocando em Frente"                  | Almir Sater                         | Tema Geral        | 3:29     |  |
| 15.            | "Sinônimos (Ao Vivo)"                | Zé Ramalho                          | Felipe e Livia    | 6:28     |  |
| 16.            | "Nós Dois"                           | Layla & Gabriel Sater               | Afonso e Anita    | 3:32     |  |
| 17.            | "Nervos de Aço"                      | Paulinho da Viola                   | Tema Geral        | 2:29     |  |
| 18.            | "As Rosas Não Falam"                 | Cartola                             | Bernardo e Emília | 2:52     |  |
| Duração total: | Duração total:                       | Duração total:                      | Duração total:    | 01:10:37 |  |

Ainda:
- "Together" - The xx (Felipe e Livia)
- "A Sky Full Of Stars" - Coldplay (Tema Geral)
- "Ironía" - Maná (Tema Geral)
- "Preacher Man" - ASA (Tema Geral)
- "Nem Luxo, Nem Lixo" - Rita Lee (Ariel)

### Desempenho nas tabelas musicais
| Parada musical (2015) | Melhor posição |
| --------------------- | -------------- |
| (ABPD Top Álbuns)     | 6              |